# Sosippus plutonus
Sosippus plutonus är en spindelart som beskrevs av Brady 1962. Sosippus plutonus ingår i släktet Sosippus och familjen vargspindlar. Inga underarter finns listade i Catalogue of Life.